# Antonio Inoki
Pour les articles homonymes, voir Inoki.
Antonio Inoki (アントニオ 猪木), de son vrai nom Kanji Inoki (猪木 寛至, いのき かんじ, Inoki Kanji), né le 20 février 1943 à Yokohama et mort le 1er octobre 2022 à Tokyo, est un catcheur puis promoteur japonais et homme politique, véritable icône en son pays. Son nom de scène est inspiré d'Antonino Rocca, un catcheur professionnel. Il pratiquait également le combat libre.

## Biographie

### Jeunesse
Inoki est le fils de Sajiro Inoki, un homme d'affaires et homme politique, il est le 9e enfant d'une famille en comprenant 11 ; il a six frères et quatre sœurs. Son père décède alors qu'il a cinq ans ; rapidement, il montre des aptitudes pour le sport et un de ses frères ainé l'initie au karaté alors qu'il entre au collège, déclenchant son intérêt pour les sports de combat. À l'adolescence, il joue au basket et fait de l'athlétisme, remportant un championnat alors qu'il est au lycée à Yokohama. En 1957, sa famille émigre au Brésil où il continue à faire de l'athlétisme, remportant des championnats régionaux.

### Carrière de catcheur

#### Entraînement et débuts
À dix-sept ans, Antonio Inoki rencontre Rikidōzan qui lui propose de retourner au Japon afin de l'entraîner pour devenir catcheur. Il s'entraîne dans le dojo de la Japan Wrestling Association (JWA) auprès de Rikidōzan et Karl Gotch et rencontre Shōhei Baba qui est, lui aussi, élève. Il prend le nom de ring d'Antonio Inoki en hommage à Antonino Rocca et dispute son premier match le 30 septembre 1960 où il perd face à Kintaro Oki. Après la mort de Rikidōzan en 1963, Toyonobori (en) devient président de la JWA et décide de faire de Baba la principale vedette de la fédération. En mars 1966, Inoki décide de ne pas participer à un tournoi de la JWA et peu de temps après, il quitte cette fédération pour la Tokyo Pro Wrestling (TPW) que vient de fonder Toyonobori.
Il débute à la TPW au cours du spectacle inaugural le 12 octobre 1966 où il bat Johnny Valentine.

#### Combat contre Mohamed Ali
En 1972, Antonio Inoki fonde la New Japan Pro-Wrestling, qui devient la plus grande compagnie de catch du pays. Sa célébrité est à son paroxysme en 1976, lorsque Mohamed Ali se rend au Japon pour le combattre. Selon les conditions du combat, tenues secrètes, Inoki n'avait pas le droit de frapper au visage avec les pieds ; il n'était autorisé à frapper avec les jambes que dans les membres inférieurs. Le catcheur a donc passé la quasi-totalité du combat à se jeter au sol, cherchant à faucher les jambes d'Ali en envoyant des low kicks, empêchant ainsi son adversaire de développer sa boxe. Ces coups ont causé des blessures sérieuses à Ali, qui perdit beaucoup de sa mobilité au niveau des jambes. À l'issue de ce combat, prototype de mixed martial arts perçu comme une opération publicitaire, il y eut égalité entre les deux combattants,.

### Après-carrière
En 2007, Antonio Inoki crée sa propre fédération, la Inoki Genome Federation proposant des galas mélangeant matchs de catch, de kickboxing et d'arts martiaux mixtes. Il réside principalement à Tokyo et New York. Il fut intronisé au WWE Hall of Fame en 2010, la veille de WrestleMania XXVI.

### Carrière politique
Il est sénateur à la Chambre des conseillers (Japon) une première fois de 1989 à 1995 au sein de son propre parti, le Parti de la paix et du sport (スポーツ平和党, Supōtsu heiwa tō) fondé le 23 juin 1989, ayant mis fin à sa carrière sportive en 1998. Il participe aux négociations pour le rapatriement des Japonais pris en otage par le régime de Saddam Hussein lors de la guerre du Golfe de 1990/91.
Réélu à la Chambre haute japonaise de 2013 à 2019 à l'origine sous l'étiquette de l'Association pour la restauration du Japon, il s'était distingué en amorçant une très personnelle « diplomatie du sport » avec la Corée du Nord, où il s'est rendu une dizaine de fois pour tenter notamment d'aider à résoudre la question des enlèvements de citoyens japonais par la Corée du Nord lors de la guerre froide. En janvier 2015, il a contribué à la création d'un nouveau parti nommé l'Assemblée pour dynamiser le Japon, qu'il a quitté en 2016, pour siéger comme indépendant. En juin 2019, il se retire de la vie politique.
Connu et apprécié en Corée du Nord, pays de son ancien entraîneur Rikidōzan, Antonio Inoki était par exemple présent au 65e anniversaire du Parti du travail de Corée le 10 octobre 2010, son 21e voyage en Corée du Nord. En 2013, à son retour d'un voyage à Pyongyang, il avait ainsi écopé d'une suspension d'un mois pour être parti en Corée du Nord sans autorisation du Parlement.

### Mort
Il meurt le 1er octobre 2022 à l’âge de 79 ans dans la ville de Tokyo, après avoir souffert plusieurs années d'amylose cardiaque.

## Palmarès
- All Japan Pro Wrestling
  - AJPW All Asia Tag Team Championship (3 fois) - avec Michiaki Yoshimura (2) et Kintaro Ohki
- Japan Wrestling Association
  - JWA 11th Annual League
  - NWA International Tag Team Championship (1 fois) - avec Shohei Baba
- NWA Hollywood Wrestling
  - NWA United National Championship (1 fois)
- NWA Mid-America
  - NWA World Tag Team Championship (Mid-America version) (1 fois) - avec Hiro Matsuda
- National Wrestling Federation
  - NWF Heavyweight Championship (3 fois)
- New Japan Pro Wrestling
  - IWGP Heavyweight Championship (premier champion)
  - NWA North American Tag Team Championship (Los Angeles/Japan version) (2 fois) - avec Seiji Sakaguchi
  - NJPW Annual World League 1974
  - NJPW Annual World League 1975
  - NJPW Annual MSG League 1978
  - NJPW Annual MSG League 1979
  - NJPW Annual MSG League 1980
  - NJPW Annual MSG League 1981
  - NJPW IWGP League 1984 et de la version originale de l'IWGP Heavyweight Championship
  - NJPW IWGP League 1986 et de la version originale de l'IWGP Heavyweight Championship
  - NJPW IWGP League 1976
  - NJPW Annual MSG Tag League 1980 - avec Bob Backlund
  - NJPW Annual MSG Tag League 1982 - avec Hulk Hogan
  - NJPW Annual MSG Tag League 1983 - avec Hulk Hogan
  - NJPW Annual MSG Tag League 1984 - avec Tatsumi Fujinami
  - NJPW Japan Cup Tag Team League 1986 - avec Yoshiaki Fujiwara
  - NJPW Japan Cup Six Man Elimination Tag League 1988 - avec Riki Chōshū & Kantaro Hoshino
  - NJPW Pre-Japanese Championship
- Universal Wrestling Federation
  - UWA Heavyweight Championship (1 fois)
- World Championship Wrestling
  - Membre du WCW Hall of Fame (1995)
- NWA Big Time Wrestling
  - NWA Texas Heavyweight Championship (1 fois)
  - NWA World Tag Team Championship (Texas version) (1 fois) - avec Duke Keomuka
- World Wide Wrestling Federation / World Wrestling Entertainment
  - WWWF World Martial Arts Heavyweight Championship (1 fois)
  - 1 fois WWF Championship contre Bob Backlund en 1979 (titre non reconnu officiellement)
  - Membre du WWE Hall of Fame (2010)
- Wrestling Observer Newsletter
  - Membre du Wrestling Observer Hall of Fame (1996)